# Hoki-koki
Hoki-koki (eredeti cím: Goon) 2011-ben bemutatott amerikai–kanadai filmvígjáték-dráma, melyet Jay Baruchel és Evan Goldberg forgatókönyvéből Michael Dowse rendezett. A főbb szerepekben Seann William Scott, Liev Schreiber, Jay Baruchel, Alison Pill, Marc-André Grondin, Kim Coates és Eugene Levy látható.
Annak ellenére, hogy a film nagyrészt pozitív véleményeket kapott a kritikusoktól, a 12 millió dolláros költségvetéséhez képest mindössze 7 millió dollárt gyűjtött a jegypénztáraknál. Miután bemutatták a Netflixen, váratlan sikert aratott, ami a DVD-eladások és a VOD letöltések növekedéséhez vezetett, és végül a folytatás zöld utat kapott.
A folytatás Goon: Last of the Enforcers címmel jelent meg 2017. március 17-én, a rendezői feladatokat Baruchel látta el.

## Cselekmény
Doug kidobóemberként dolgozik egy kis orangetowni kocsmában. Szabadidejében barátjával, Pat-tel rendszeresen néznek jégkorongmeccseket a stadionban. Az egyik meccsen az ellenfél csapatának egyik játékosa sértőnek érzi Patet, és meg akarja támadni. Doug azonban közbeavatkozik, elvisel néhány kemény ütést a játékostól, és végül eszméletlenre veri. Ronnie Hortense, a helyi jégkorongklub edzője ezt észreveszi, és meghívja őt egy próbaedzésre. Ebből rögtön egy kiélezett verekedés kerekedik, amelyben Doug több játékost is megver. Dougot felveszik a csapatba.
Doug feladata a játékban az, hogy fedezze a támadó játékosokat és verje az ellenfeleket a jégen. Amikor ajánlatot kap, hogy egy magasabb osztályú klubban játszhasson, Halifaxba utazik. Új csapata kezdetben sok meccset veszít. Doug néhány véletlenszerű gólja azonban megfordítja a helyzetet. Az egyik meccs előtt Doug találkozik az ellenfél játékosával, Ross-szal, akit már évek óta csodál, mert Ross, Doughoz hasonlóan, szereti szétverni az ellenfeleket a jégen. Ross közli vele, a szezon végén be akarja fejezni a karrierjét, és azzal fenyegetőzik, hogy legközelebb, amikor a jégen találkoznak, megveri őt. Mivel azonban Dougot erre a meccsre felfüggesztették, egyelőre nem kerül sor közvetlen összecsapásra.
Egy bárban találkozik Évával. A nőnek lelkiismeret-furdalása van, amiért összejött Douggal, mivel állandó barátja van. A lányt azonban lenyűgözi a férfi, és tartja vele a kapcsolatot. Csak egy idő után találja meg a bátorságot, hogy szakítson a barátjával.
Doug képes arra, hogy egy döntő meccsen arccal blokkolja a korongot, és ezzel győzelemhez segítse csapatát. Az utolsó döntő mérkőzésen Doug csapata ismét találkozik Ross csapatával. A jégen közvetlen összecsapásra kerül sor Ross és Doug között. Bár Doug már súlyosan megsérült, mégis képes eszméletlenre verni Rosst. Doug csapata végül megnyeri a mérkőzést.

## Szereplők
| Színész             | Szerep               | Magyar hang     |
| ------------------- | -------------------- | --------------- |
| Seann William Scott | Doug Glatt           | Varga Gábor     |
| Jay Baruchel        | Pat                  | Markovics Tamás |
| Alison Pill         | Eva                  | Mezei Kitty     |
| Liev Schreiber      | Ross Rhea            |                 |
| Marc-André Grondin  | Xavier Laflamme      |                 |
| David Paetkau       | Ira Glatt            |                 |
| Eugene Levy         | Dr. Glatt            | Barbinek Péter  |
| Kim Coates          | Ronnie Hortense edző | Rosta Sándor    |
| N/A                 | Hoki kommentár       | Csuha Lajos     |